# Castello di Berkhamsted
Il castello di Berkhamsted è una motta castrale di origine normanna situata nei pressi di Berkhamsted, nell'Hertfordshire.
Costruito all'epoca della conquista normanna dell'Inghilterra nell'XI secolo per controllare le strade che da Londra andavano verso le Midlands. La sua costruzione si deve probabilmente a Roberto di Mortain, fratellastro di Guglielmo I d'Inghilterra e del quale divenne poi proprietario. Nei secoli a venire diversi re lo donarono ai loro cancellieri e uno di coloro che maggiormente lo ampliò fu Tommaso Becket. Nel 1216 fu quindi posto sotto assedio nella Prima guerra dei baroni combattuta fra i baroni ribelli e Giovanni d'Inghilterra, assediato dai francesi comandati da Luigi di Francia per venti giorni con macchine da assedio fu infine costretto alla resa. Reclamato di nuovo dalla corona l'anno seguente il castello andò a Riccardo di Cornovaglia, secondogenito di Giovanni, iniziando un lungo legame fra Berkhemsted e il contado di Cornovaglia, che poi divenne ducato. Riccardo restaurò il castello facendolo diventare una residenza ed anche il centro dell'amministrazione del contado stesso. Edoardo III d'Inghilterra lo donò quindi al primogenito Edoardo il Principe Nero che estese i territori per la caccia, fu anche usato come prigione per i prigionieri reali e fra coloro che vi soggiornarono vi fu anche Giovanni II di Francia.
Nel tardo XV secolo il castello iniziò a decadere, dal XVI secolo viene descritto come in rovina e del tutto inadatto ad ospitare dei reali, le sue pietre vennero prese per costruire le case dei dintorni e parte della città vicina e a malapena scampò dalla distruzione quando costruirono la linea Londra-Birmingham divenendo il primo edificio salvato da un atto del Parlamento attorno al 1830. Nel 1930 il duca di Cornovaglia lo cedette al controllo dello stato che lo pose sotto l'egida dell'English Heritage.

## Da Guglielmo il Conquistatore a Giovanni Senza Terra
Il Castello di Berkhamsted venne costruito durante la conquista normanna dell'Inghilterra nel 1066. Dopo che Guglielmo il Conquistatore ebbe sconfitto gli Anglosassoni alla battaglia di Hastings egli avanzò dalla costa attraversando la Valle del Tamigi muovendosi verso nord in direzione dell'Hertfordshire. Alcune cronache sostengono che l'arcivescovo di York Ealdred si arrese a Guglielmo a Berkhamsted e che fu lo stesso Guglielmo ad ordinare la costruzione di un castello nelle vicinanze prima di dirigersi verso Londra.
Effettivamente la sua posizione è strategica trovandosi sulla strada che da Londra va nelle Midlands passando attraverso le Chiltern Hills. La sua costruzione venne sovrintesa dal fratellastro di Guglielmo, Roberto di Mortain di cui risulta essere il proprietario quando venne steso il Domesday Book.
Il castello venne costruito poco lontano dalla strada per consentire la costruzione di terrapieni e permettergli di beneficiare delle vicine fonti naturali che correvano giù per la collina. Costruito secondo lo stile della motta castrale si erge su una collina alta circa 12 metri e una recinzione che lo circonda per circa 150 metri, un doppio argine e un fossato corrono tutto intorno alla struttura con i due canali entrambi riempiti d'acqua. Nei registri è annotata l'assunzione di un fossarius, un uomo specializzato nella costruzione di canali, che viveva al castello attorno al 1086. Un grande Deer park venne costruito entro le proprietà del castello per assicurare un adeguato terreno di caccia, tale parco venne posto vicino al castello che poteva sorvegliarlo dall'alto della propria collina. Lì accanto venne coltivato anche un Vigneto. Il vecchio centro feudale costruito dagli anglosassoni fu spostato al castello e di conseguenza anche l'insediamento noto come Berkhamsted si spostò dall'area ora nota come Northchurch al castello, diversi mulini, necessari per la macinatura della farina erano presenti nel maniero nel 1086.
Il figlio di Roberto di Mortain, Guglielmo di Mortain, si ribello al cugino Enrico I d'Inghilterra ed il castello venne confiscato dalla corona ed Enrico lo donò al proprio Lord cancelliere Ranulf. Nel 1123 mentre questi si recava a vedere la propria nuova dimora insieme a Enrico cadde da cavallo morendo per le ferite.
Fu quindi Enrico II d'Inghilterra a farne poi dono al proprio cancelliere, Tommaso Becket quando questi assunse la carica nel 1155, questi ampliò il castello per potervi ospitare la propria corte, ma quando perse il favore reale nel 1164 questi ritornò alla corona. Lo stesso Enrico amava molto Berkhamsted e lo usò come propria residenza reale. Alla metà del XII secolo il castello era stato ampiamente restaurato, probabilmente dallo stesso Becket, ora aveva un muro di pietra che lo circondava e un altro ancora più esterno in modo che vi fosse una collina più esterna ed una più interna. Un corpo di guardia conduceva fin giù al villaggio dove si incontrava con la cosiddetta Castle Street e lo stesso Enrico riconobbe formalmente lo status di città a Berkhamsted nel 1156.
Quando al trono salì Giovanni d'Inghilterra il castello andò a far parte delle terre che costituivano la dote vedovile della sua seconda moglie Isabella d'Angoulême. Nel 1206 il re affidò Berkhamsted a Geoffrey FitzPeter che ricostruì buona parte della città, quando questi morì il castello passò a suo figlio John FitzGeoffrey (1205forse-23 novembre 1258).
Intanto in Inghilterra crescevano le tensioni politiche e cominciò a profilarsi lo scontro fra Giovanni e un gruppo di nobili ribelli. Nei primi mesi del 1215 Giovanni affidò il castello a un fidato mercenario tedesco che si occupò di rinnovarne il sistema difensivo. In quello stesso anno scoppiò il conflitto noto come Prima guerra dei baroni, all'inizio i ribelli furono ostacolati dalla mancanza di equipaggiamento, in particolare macchine d'assedio, ma nel 1216 Luigi di Francia attraversò La Manica unendosi ai baroni e portando con sé parecchi armamenti. Giovanni morì in quello stesso ottobre e in dicembre Luigi mise Berkhamsted sotto assedio, probabilmente vennero usati dei trabucchi assediando il castello per una ventina di giorni. Durante il XIII secolo erano stati costruiti dei terrapieni poco lontano dalle mura esterne e forse fu da lì che i trabucchi poterono lanciare le loro pietre. Avendo resistito eroicamente alla guarnigione fu permesso di poter lasciare il castello insieme alle loro armi quando scelsero di arrendersi. Tuttavia il fato fu avverso ai ribelli, l'anno successivo le forze realiste comandate dal giovane Enrico III d'Inghilterra ebbero la meglio sui baroni e Berkhamsted tornò nelle mani della corona.

## Da Giovanni Senza Terra ad Enrico VI d'Inghilterra
Negli anni seguenti iniziò il lungo sodalizio fra il contado di Cornovaglia, che poi divenne ducato, e Berkhamsted, infatti il castello andò al fratello minore di Enrico, Riccardo di Cornovaglia, che l'aveva ereditato dalla madre Isabella e che entrò permanentemente nelle proprietà del contado. Berkhamsted divenne la residenza preferita di Riccardo, probabilmente anche per la sua relativa vicinanza alla capitale. Riccardo costruì un'imponente torre a tre piani attorno al 1254 e lo restaurò abbondantemente, le cronache della vicina Dunstable lamentano che all'epoca erano serviti talmente tanti carriaggi per portare il legname che il mercato degli altri beni ne aveva risentito. Il castello divenne il centro dell'amministrazione del contado e annualmente i suoi nove attendenti dovevano sottoporgli i propri resoconti finanziari. Contemporaneamente anche la città conobbe una nuova prosperità grazie alla fioritura del mercato della lana. Riccardo morì al castello nel 1272 e questi passò a suo figlio Edmondo.
Quando Berkhamsted arrivò nelle mani di Edoardo I d'Inghilterra questi lo trovò in brutte condizioni, per poi andare nelle mani della sua seconda moglie Marguerite di Francia ed infine al suo erede Edoardo II d'Inghilterra. Questi lo diede al proprio favorito, Pietro Gaveston, dopo che venne nominato conte di Cornovaglia, e fu lì che Gaveston si sposò nel 1307 alla presenza dello stesso Edoardo. Edoardo e Gaveston crollarono nel 1327 e il castello andò al secondogenito di Edoardo, Giovanni Plantageneto che divenne il nuovo conte di Cornovaglia.
Quando Giovanni morì la proprietà passò ad Edoardo III d'Inghilterra e dopo un esame fu chiaro che avrebbe dovuto subire dei lavori, Edoardo non aveva ancora ricostruito il Castello di Windsor così elesse Berkhamsted come propria dimora investendovi ingenti somme di denaro. Il castello venne quindi donato al suo primogenito Edoardo il Principe Nero che ne fece largo uso ed esso, insieme alle terre, divenne parte del neonato ducato di Cornovaglia, negli anni egli, peraltro, ingrandì notevolmente i terreni destinati alla caccia. Quando nel 1356, a seguito della battaglia di Poitiers, Giovanni II di Francia venne catturato dagli inglesi fu portato a Berkhamsted in prigionia e fu sempre qui che il Principe Nero morì dopo essersi ammalato durante le campagne militari in Francia.
Il castello quindi andò a suo figlio Riccardo II d'Inghilterra che inizialmente lo donò al suo favorito Robert de Vere, duca d'Irlanda e dopo che questi fu esiliato venne donato a John Holland, I duca di Exeter. Dopo la detronizzazione di Riccardo e la salita al trono di Enrico IV d'Inghilterra Berkhamsted venne usato dal nuovo sovrano quale prigione per coloro che gli si opponevano. Durante questo periodo i lavori di ristrutturazione vennero sovrintesi dal famoso poeta inglese Geoffrey Chaucer, sia Enrico V d'Inghilterra che suo figlio Enrico VI d'Inghilterra usarono spesso il castello specie quest'ultimo fino alla sua caduta nel 1461.

## Verso la fine
Quando Edoardo IV d'Inghilterra salì al trono durante la Guerra delle due rose confiscò il castello e nel tardo XV secolo esso era occupato da sua madre, la duchessa Cecily Neville. Il castello era ormai scomodo e stava iniziando a decadere tanto che fu abbandonato dopo la morte della duchessa nel 1495. Quando l'antiquario John Leland lo visitò a metà del XVI secolo lo trovò ormai in rovina.
Nel 1580 la proprietà, incluse le rovine ed il parco, vennero affittate da Elisabetta I d'Inghilterra a sir Edward Carey per l'ammontare nominale di una rosa rossa l'anno. Diverse pietre del castello vennero usate per costruire Berkhamsted Palace, una Casa di campagna inglese di proprietà dello stesso Carey, la scuola ed altri edifici locali. Il parco che negli anni aveva raggiunto dimensioni ragguardevoli nel 1627 era ormai notevolmente ridotto e quando scoppò la Guerra civile inglese il castello non vi giocò nessun ruolo.
Nel 1761 la proprietà terriera in sé era ormai separata dal castello, la prima era in affitto a Francis Egerton, III duca di Bridgewater, il secondo era ancora nelle mani del duca di Cornovaglia. Nel 1863 il parco e le terre subito attorno al castello vennero vendute al conte di Brownlow che le affittò al duca di Cornovaglia per una somma simbolica.
Attorno al 1830 si iniziò a pianificare la costruzione della linea ferroviaria Londra-Birmingham e sulla carta il passaggio ideale correva là dove sorgeva Berkhamsted, ma la necessità di proteggere gli antichi edifici era aumentata nel corso degli anni e non da ultimo il locale proprietario terriero era assai incline a proteggere la vista che aveva da casa. Un atto del parlamento del 1833 obbligò quindi la compagnia ferroviaria a modificare il percorso passando per la parte bassa della valle, solo il castello in sé si salvò, le mura più esterne e il corpo di guardia dovettero infatti essere sacrificati. Nel 1930 lo stato comprò il castello dal duca di Cornovaglia e di recente è finito sotto l'ala dell'English Heritage che lo mantiene aperto al pubblico.